# Sali (Tanzania)
Sali è una circoscrizione rurale (rural ward) della Tanzania situata nel distretto di Ulanga, regione di Morogoro. Conta una popolazione di 4 932 abitanti (censimento 2012).